# Веселе (Роменський район)
Весе́ле — село в Україні, у Роменському районі Сумської області. Населення становить 165 осіб. Входить до складу Липоводолинської селищної громади.
Після ліквідації Липоводолинського району 19 липня 2020 року село увійшло до Роменського району.

## Географія
Село Веселе розташоване на відстані 1 км від села Легуші, за 2 км — села Галаївець та Червона Долина, за 6 км — селище Липова Долина.
По селу тече струмок, що пересихає із загатою.
Поруч пролягає автомобільний шлях Т 1913.

## Історія
- Село постраждало внаслідок геноциду українського народу, проведеного урядом СРСР 1923—1933 та 1946–1947 роках, кількість встановлених жертв у Веселому — 82 людей[2].
- До 2019 року орган місцевого самоврядування — Калінінська сільська рада.